# Schultzites
Genre
Schultzites est un genre de poissons téléostéens de la famille des Characidae et de l'ordre des Characiformes. Le genre Schultzites est mono-typique, c'est-à-dire qu'il n'est composé que d'une seule espèce, Schultzites axelrodi.

## Liste d'espèces
Selon FishBase (13 juin 2015):
- Schultzites axelrodi Géry, 1964